# یواس‌اس شلدریک (ای‌ام-۶۲)
یواس‌اس شلدریک (ای‌ام-۶۲) (به انگلیسی: USS Sheldrake (AM-62)) یک کشتی بود که طول آن ۲۲۱ فوت ۳ اینچ (۶۷٫۴۴ متر) بود. این کشتی در سال ۱۹۴۲ ساخته شد.